# Menlo Park

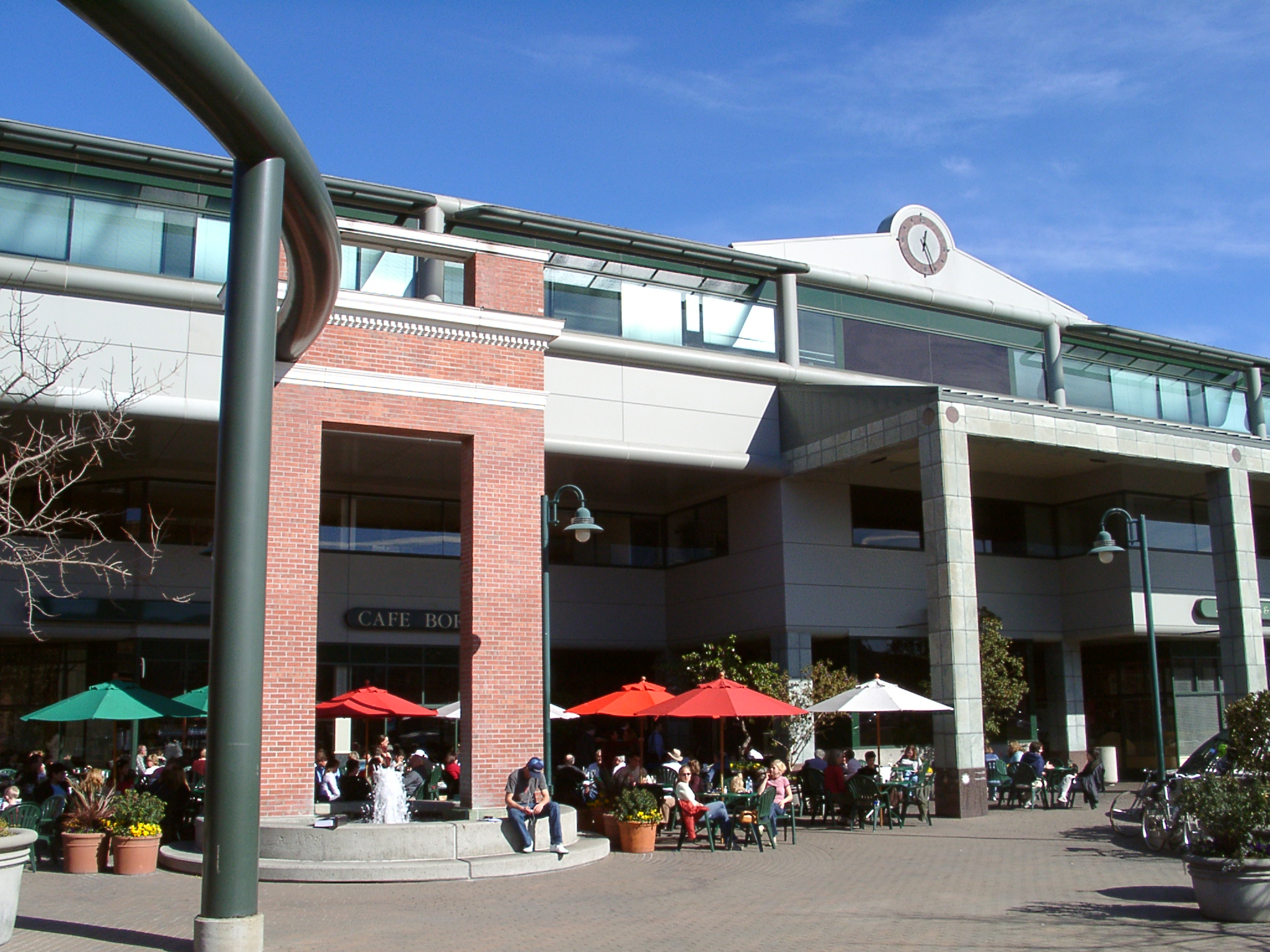
Centro de Menlo Park

Menlo Park es una ciudad en el condado de San Mateo, California, Estados Unidos. En 2020 tenía 33,780 habitantes. El origen del nombre Menlo Park fue en torno a 1850, fecha anterior a cualquier trabajo hecho por Thomas Alva Edison en Menlo Park (Nueva Jersey) en 1876.

## Geografía
Según la oficina de censo de Estados Unidos, la ciudad tiene un área total de 45.1 km² (17.4 millas²), del cual 26.2 km² (10.1 millas²) son tierra y 18.9 km² (7.3 millas²) son agua. El área total es el agua 41.88%. La calle principal en el centro de Menlo Park es la avenida de "Santa Cruz", con el centro de Menlo Park situado en su intersección con EL Camino Real. El centro cívico de Menlo Park está limitado por Ravenswood Avenue, la calle de Alma, la calle de Laurel y la impulsión Burgess. Contiene las oficinas del consejo, la biblioteca, la comisaría de policía y el parque burgess que tiene varias instalaciones recreativas. El noroeste de la ciudad se asemeja en demografía tanto en ingreso económico con sus ciudades vecinas de East Palo Alto, North Fair Oaks y la parte este y noreste de Redwood City.

## Demografía
A la fecha el censoGR2 del 2000, había 30.785 personas, 12.387 casas, y 7.122 familias que residían en la ciudad. La densidad demogrófica era ² del 1,173.4/km (² 3,040.1/mi). Había 12.714 unidades de cubierta en una densidad media del ² de los 484.6/km (² 1,255.5/mi). La división racial de la ciudad era 64.35% blancos, 10.03% afroamericanos, 0.94% nativos americanos, 6.15% asiáticos, 2.46% isleños pacíficos, 9.56% de otras razas, y 5.21% a partir de dos o más razas. Hispanos o Latinos de cualquier raza era 21.60% de la población.

## Tráfico y estacionamiento
Menlo Park sufre de la congestión del tráfico en las horas máximas del uso debido a su proximidad a la universidad de Stanford, y de su carencia de las arterias de la alta capacidad que conectan al 280 de un estado a otro con la ruta 101 de los EE. UU. Mucha de la red arterial de la ciudad consiste en los caminos de dos carriles. La ciudad analizaba impactos del tráfico con el año 2010 en un estudio para su plan general. Los volúmenes de tráfico fueron pronosticados para incluir todo el crecimiento de tráfico previsible basado sobre pronósticos de la utilización del suelo de Menlo Park. Estos datos fueron utilizados por la ciudad para diseñar la mitigación del camino para reducir al mínimo la congestión. Los niveles de sonido también fueron determinados para entender los impactos al ruido del ambiente. Los niveles de sonido a 50 pies de la carretera 101 de los EE. UU. fueron pronosticados para ser 76 DBA Ldn, mientras que los niveles de DBA 73 fueron pronosticados dentro de distancias comparables del El Camino Real; otras arterias más ruidosos eran Sand Hill Road y la avenida Willow, con los niveles contaba con DBA hasta 71.

## Educación
En una parte de Menlo Park, el Distrito Escolar Ravenswood gestiona escuelas primarias públicas.
Las escuelas primarias y medias públicas del Distrito Escolar de Redwood City sirven una parte de la ciudad.

## Ciudades hermanadas
- Bizen, Japón
- Galway, Irlanda
- Kochi, India